# Christine Bergmann
Christine Bergmann, née le 7 septembre 1939 à Dresde, est une femme politique allemande membre du Parti social-démocrate d'Allemagne (SPD).
Elle est la dernière présidente de l'assemblée municipale de Berlin-Est, et la première désignée à l'issue d'élections libres, de 1990 à 1991. Elle occupe ensuite le poste de sénatrice pour le Travail et adjointe au maire-gouverneur de Berlin dans la grande coalition d'Eberhard Diepgen. En 1998, elle devient ministre fédérale de la Famille dans la coalition rouge-verte de Gerhard Schröder, et occupe ce poste quatre ans.

## Biographie
Elle passe son Abitur en 1957, et entre alors à l'université de Leipzig pour y étudier la pharmacie. Elle en ressort en 1963 avec son diplôme d'État de pharmacienne et s'installe alors à Berlin. En 1977, elle est choisie pour occuper le poste de directrice du département d'information sur les médicaments de l'Institut des produits de santé de République démocratique allemande (RDA). Elle décroche un doctorat de pharmacie en 1989.

## Parcours politique

### Au sein du SPD
Immédiatement après la chute du mur de Berlin, elle adhère au Parti social-démocrate d'Allemagne (SPD). Elle est désignée vice-présidente régionale du parti à Berlin en 1990, et est élue au comité directeur fédéral cinq ans plus tard. En 2004, elle renonce à l'ensemble de ses fonctions.

### Au niveau local
Elle est élue à l'assemblée municipale de Berlin-Est lors des premières élections municipales libres, organisées le 6 mai 1990, et devient peu après présidente de l'assemblée. Cette dernière disparaît en 1991, et elle renonce alors à ses fonctions.
Elle est élue députée à la Abgeordnetenhaus de Berlin lors des premières élections municipales, organisées dans la ville réunifiée le 2 décembre 1990. Le 24 janvier suivant, elle est choisie comme sénatrice pour le Travail et les Femmes et adjointe au maire-gouverneur chrétien-démocrate Eberhard Diepgen dans la grande coalition qu'il dirige. Réélue députée municipale le 22 octobre 1995, elle conserve son poste gouvernemental peu de temps après.

### Au niveau fédéral
Le 26 octobre 1998, Christine Bergmann est nommée ministre fédérale de la Famille, des Personnes âgées, des Femmes et de la Jeunesse dans la coalition rouge-verte conduite par Gerhard Schröder, et démissionne de ses mandats locaux. En novembre, elle déclare vouloir totalement interdire la pornographie sado-masochiste, autrement dit la vente et la possession. Elle ne se présente pas aux élections législatives fédérales de 2002, et quitte le cabinet le 22 octobre suivant.
Médiatrice, aux côtés du Kurt Biedenkopf, chargée de surveiller les effets des réformes dites « Hartz », qui ont réduit les prestations sociales, et de conseiller le gouvernement et le Bundestag sur les révisions à y apporter, elle est nommée en mars 2010, déléguée indépendante du gouvernement chargée des victimes de violences.